# Acido trifluoroacetico
L'acido trifluoroacetico (o TFA) è un derivato fluorurato dell'acido acetico di formula CF3COOH, che a temperatura ambiente si presenta come un liquido incolore dall'odore pungente d'aceto. È un composto nocivo, corrosivo, pericoloso per l'ambiente.

## Preparazione
Il TFA viene preparato industrialmente dalla fluorurazione elettrochimica del cloruro di acetile o dell'anidride acetica, seguita da idrolisi del trifluoroacetilcloruro risultante:
CH3COCl + 4 HF → CF3COF + 3 H2 + HCl
CF3COF + H2O → CF3COOH + HF
Una vecchia via di sintesi del TFA procedeva attraverso l'ossidazione del 1,1,1-trifluoro-2,3,3-tricloropropene con permanganato di potassio. Il trifluorotricloropropene può essere preparato mediante la fluorurazione di Swarts dell'esacloropropene.
In ogni caso può essere reso "dry" (anidro) per trattamento con anidride trifluoroacetica (TFAA).

## Acidità e usi
È un acido carbossilico forte come un acido minerale. La sua pKa (-0,25) è inferiore a quella dell'acido acetico di ben 5 unità; di conseguenza l'acido, in acqua, esiste solo in forma completamente ionizzata. Questo fenomeno è dovuto alla forte stabilizzazione della carica negativa dell'anione trifluoroacetato operata dall'effetto induttivo esercitato dai tre atomi di fluoro (l'elemento più elettronegativodella tavola periodica).
Il TFA è il precursore di molti altri composti fluorurati come la anidride trifluoroacetica  ed il 2,2,2-trifluoroetanolo. È un reagente usato nella sintesi organica grazie ad una combinazione di proprietà convenienti: volatilità, solubilità in molti solventi organici, e la sua forza come un acido. Il TFA è anche meno ossidante dell'acido solforico, ma più facilmente disponibile in forma anidra rispetto a molti altri acidi. Una complicazione al suo utilizzo è che esso forma un azeotropo con l'acqua (p.eb. a 105 °C).
Il TFA è comunemente usato come acido forte nella sintesi di peptidi e in sintesi organica per rimuovere il gruppo protettivo t-butossicarbonile (BOC).
Ad una bassa concentrazione, il TFA viene utilizzato come agente di accoppiamento ionico in cromatografia liquida (HPLC) di composti organici, in particolare peptidi e piccole proteine. Il TFA è un solvente versatile per spettroscopia NMR (per materiali stabili in acido), ed è anche usato come calibrante in spettrometria di massa data la sua volatilità.
Esso viene anche utilizzato per produrre sali trifluoroacetato per reazione con una base.

## Pericolosità
L'acido trifluoroacetico è un acido corrosivo, ma non pone i rischi associati all'acido fluoridrico perché il legame carbonio-fluoro non è labile, ergo non rilascia facilmente ioni floruro. Solo se riscaldati o trattati con onde ultrasoniche si decompone dando acido fluoridrico. Il TFA è nocivo se inalato, provoca gravi ustioni cutanee ed è tossico per gli organismi acquatici anche a basse concentrazioni.
La reazione di TFA con basi e metalli, in particolare metalli leggeri, è fortemente esotermica. La reazione con litio alluminio idruro (LiAlH4) provoca un'esplosione.